# Loha
Loha é uma cidade  no distrito de Nanded, no estado indiano de Maharashtra.

## Demografia
Segundo o censo de 2001, Loha tinha uma população de 20 135 habitantes. Os indivíduos do sexo masculino constituem 52% da população e os do sexo feminino 48%. Loha tem uma taxa de literacia de 65%, superior à média nacional de 59.5%: a literacia no sexo masculino é de 75% e no sexo feminino é de 55%. Em Loha, 16% da população está abaixo dos seis anos de idade.